# Phare de Porto Seguro
Le Phare de Porto Seguro (en portugais : Farol de  Porto Seguro)  est un phare situé au nord de la ville de Porto Seguro, ville historique de l'État de Bahia - (Brésil).
Ce phare est la propriété de la Marine brésilienne  et il est géré par le Centro de Sinalização Náutica e Reparos Almirante Moraes Rego (CAMR) au sein de la Direction de l'Hydrographie et de la Navigation (DHN).

## Histoire
Le premier phare, selon l'Institut national du patrimoine artistique et historique (IPHAN), aurait été inauguré le 10 juillet 1907. C'était une structure métallique avec un escalier extérieur.
Le phare actuel, mis en service en 1947, est une tour carrée en maçonnerie de 12 m de haut, avec galerie. Le phare est peint en blanc. Il est situé à 1.5 km au nord de Porto Seguro, sur une pente au-dessus de l'autoroute côtière (BR-367).
Il émet, à une hauteur focale de 57 m, deux éclats blancs suivis d'un éclat rouge, par période de trente secondes, avec une portée de 21 milles marins (environ 39 km).
Il est classé au patrimoine historique du Brésil
Identifiant : ARLHS : BRA084 ; BR1816 - Amirauté : G0296 - NGA :18176 .

## Caractéristique dufeu maritime
- Fréquence sur 30 secondes : (W-W-R)
  - Lumière : 1 seconde
  - Obscurité : 9 secondes